# USS Calhoun
El USS Calhoun fue un barco de vapor confederado capturado y  adquirido por la Armada de la Unión gracias al tribunal de presas durante la Guerra de Secesión.
El Calhoun fue puesto en servicio como un cañonero por la Armada de la Unión para patrullar las vías navegables de la Confederación para evitar que el Sur comerciara con otros países.

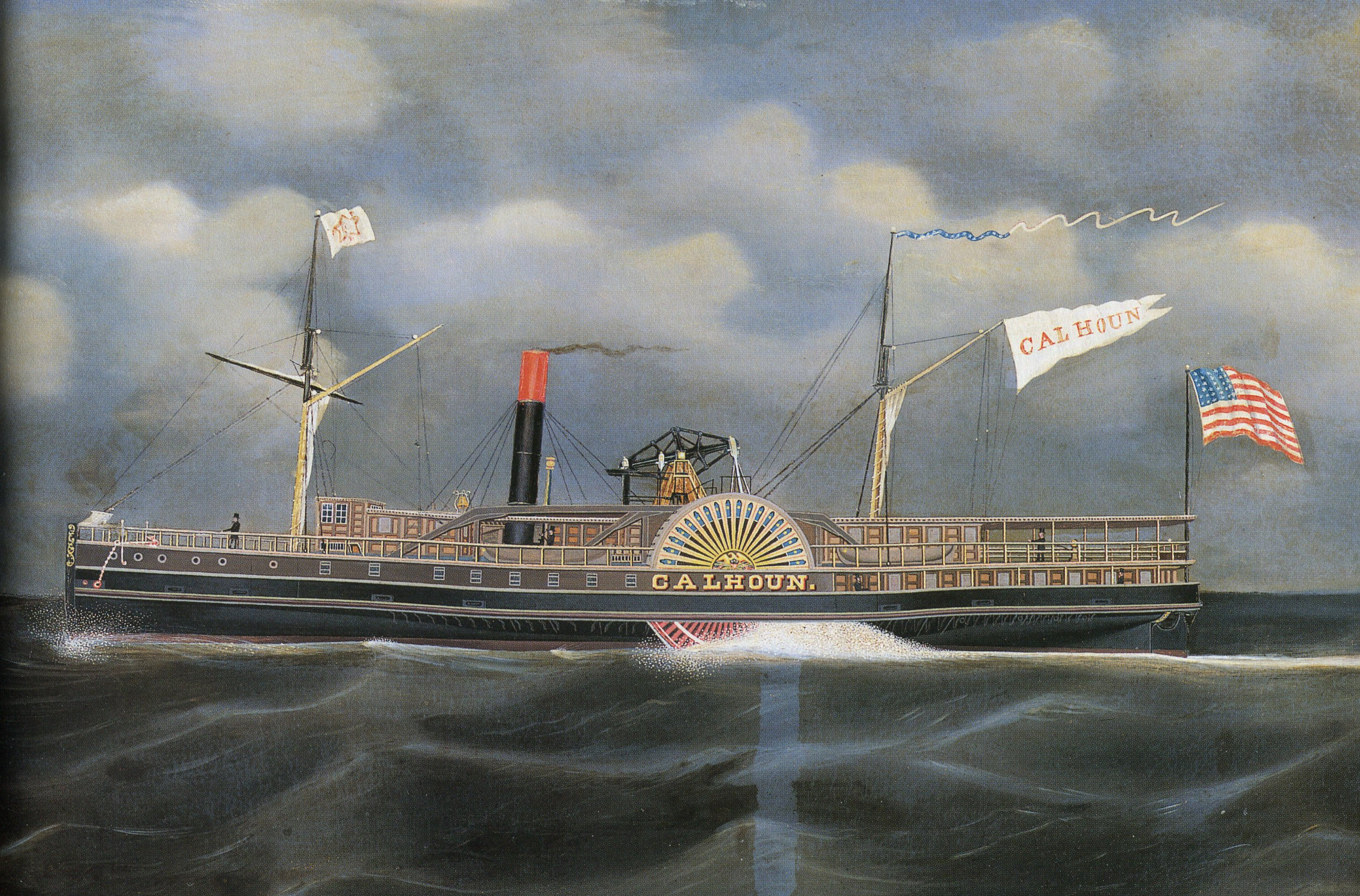
El Calhoun en servicio comercial en la década de 1851.

## Historial de servicio
El Calhoun se construyó en Nueva York en 1851. El nombre del buque originalmente era Cuba, pero se cambió a Calhoun antes de que la embarcación entrara en servicio. Antes de la Guerra Civil, el barco se empleó en el servicio comercial a lo largo de la costa este de los Estados Unidos.

### Servicio Confederado
Con el estallido de la Guerra Civil en 1861, el Gobierno Confederado encargó al Calhoun como corsario el 15 de mayo de 1861 y asignó al capitán John Wilson y a sus 150 hombres. Durante los siguientes cinco meses, el barco capturó y entregó seis barcos. Luego fue fletada por la Armada de los Estados Confederados y puesta bajo el mando del Teniente JH Carter, CSN. Como CSS Calhoun, se desempeñó como buque insignia del Commodore GN Hollins, CSN, durante un combate exitoso entre su flota y cinco barcos de la Unión en la cabecera de los pasos hacia el río Misisipi, el 12 de octubre de 1861. El Calhoun fue capturado en South West Pass, Luisiana, el 23 de enero de 1862 por la goleta USS Samuel Rotan, una embarcación auxiliar de la fragata de vapor USS Colorado.

### Servicio para la Armada de la Unión
Encargada como USS Calhoun para el servicio federal bajo el teniente JE De-Haven, se unió al Escuadrón de Bloqueo del Golfo Occidental el 19 de marzo de 1862.
En su servicio de patrulla frente a los pasos del río Misisipi, el Calhoun  se estableció como uno de los buques de bloqueo más exitosos, participando en la captura de 13 barcos antes del 5 de mayo de 1862, cuando navegó por el río Misisipi para cumplir su deber en el lago Pontchartrain.
Aquí continuó aumentando su puntuación, persiguiendo y capturando un barco de vapor, una cañonera, dos goletas y un balandro. En ese mismo año, buscó y capturó otra balandra en la bahía de Atchafalaya.
A principios de noviembre, el Calhoun se enfrentó a Berwick Bay y Bayou Teche con otros dos barcos de vapor en contra de las baterías costeras confederadas y al barco de vapor CSS Cotton, atrincherado en el Teche. Permaneciendo en el área de la bahía de Berwick en patrulla, el Calhoun y sus consortes culminaron sus operaciones extremadamente exitosas el 14 de abril de 1863 cuando atacaron el vapor de vapor CSS Queen of the West. Un disparo a larga distancia del Calhoun convirtió el barco confederado en una antorcha, y una gran amenaza para las fuerzas de la Unión en el área fue destruida.
El Calhoun continuó sumando a su distinguido historial con su participación en el ataque a Fort Butte-a-la-Rose el 20 de abril, y en agosto se le ordenó establecer su base en Ship Island, Misisipi, desde donde continuó con sus activos y agresivos bombardeos de posiciones en la costa, y se llevó cuatro premios más.
En el furioso asalto a Fort Powell las últimas dos semanas de febrero de 1864, el Calhoun izó la bandera del almirante David G. Farragut.

### Servicio posterior
Entregado al Mariscal de los Estados Unidos en Nueva Orleans, Luisiana, el 6 de mayo de 1864, el Calhoun fue vendido el 4 de junio al Ejército de la Unión. Pasó a conocerse como el General Sedgewick durante el resto de la Guerra Civil. Vendido en 1865, recuperó su antiguo nombre y tuvo una larga carrera posterior como SS Calhoun.